# بهشت غار

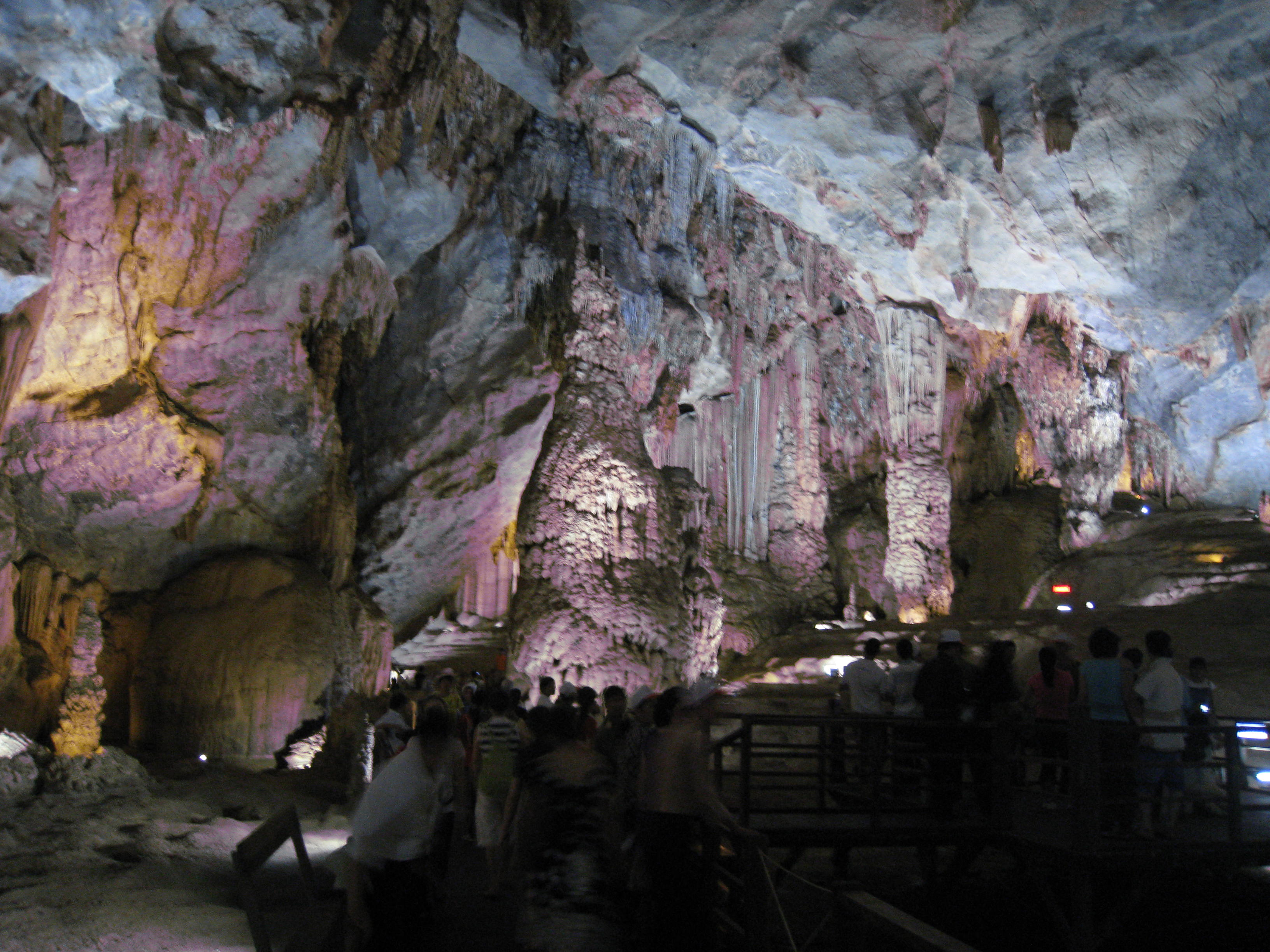
بهشت غار

بهشت غار، غاری در کشور ویتنام در ۴۵۰ کیلومتری جنوب از هانوی می‌باشد. در سال ۲۰۰۵ توسط یک مرد محلی کشف و کاوش که توسط دانشمندان بریتانیایی از ۲۰۰۵ تا ۲۰۱۰، طول این غار ۳۱ کیلومتر، طولانی‌ترین در آسیا است. کاشفان به بریتانیا تعمید بهشت است. توسط دانشمندان بریتانیایی. غار برای بازدید کنندگان در ۳ سپتامبر ۲۰۱۰ افتتاح شد.